# Florin Negoiță
Florin Negoiță (n. 19 mai 1950) este un fost deputat român în legislatura 1992-1996, ales în județul Brăila pe listele partidului PDSR. Florin Negoiță a fost validat ca deputat pe data de 16 februarie 1993 dată la care l-a înlocuit pe deputatul Ilie Lascu. 